# Crocifisso della basilica del Santo

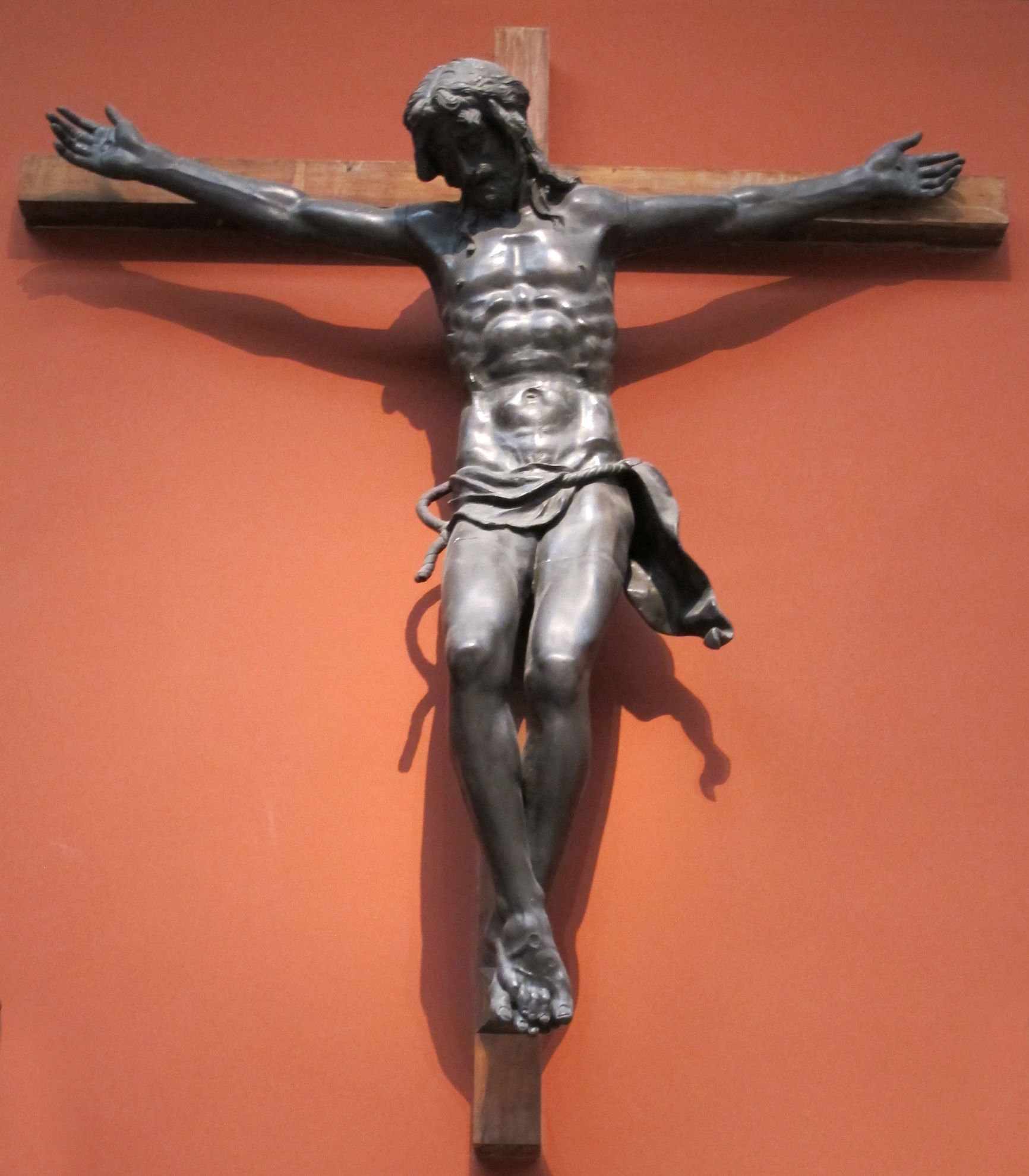
Copia nel Museo Pushkin di Mosca

Il Crocifisso della basilica del Santo è un'opera bronzea di Donatello conservata sull'altare maggiore della basilica di Sant'Antonio da Padova a Padova. Misura 180x166 cm e venne realizzata dal 1444 al 1447.

## Storia
L'opera fu probabilmente la prima commissione importante di Donatello a Padova. Fu forse proprio l'allettante proposta di poter lavorare con il difficile e costoso bronzo che fece partire Donatello da Firenze per Padova, nel 1443.
Si conoscono abbastanza bene le vicende della realizzazione dell'opera: nel 1444 venne acquistata la cera per il modello e nel 1447 l'opera veniva esposta in basilica, mentre nel 1449 veniva pagata l'ultima rata del compenso dell'artista. Il Crocifisso non era probabilmente destinato all'altare e in ogni caso non faceva parte del complesso realizzato da Donatello negli anni successivi. Esso si trovava piuttosto al centro del coro, alla cui recinzione lavorò in quegli stessi anni.
La scultura venne sommamente apprezzata, tanto che in seguito, dal 1446, i frati decisero di affidare una commissione ancora più importante a Donatello, la realizzazione dell'altare maggiore, al quale lavorò fino al 1450.

## Descrizione e stile
L'unica opera bronzea di questa monumentalità fusa dall'artista fino ad allora era il San Ludovico di Tolosa, del 1423-1425. Originariamente Donatello aveva creato una figura nuda, sulla quale apporre magari un perizoma tessile. Si pensava fosse un'aggiunta dell'epoca barocca, ma Francesco Caglioti (massimo esperto e studioso della scultura donatelliana) ha riconosciuto la parte originaria in questa veste e la sua funzione narrativa. "Il perizoma ricrea da solo lo sconvolgimento atmosferico abbattutosi su Gerusalemme in quel pomeriggio fatale del venerdì santo". Come sempre, Donatello crea non solo un'inserzione artistica fine a se stessa, ma anche funzionale alla drammaticità dell'opera. 
La figura del Cristo è modellata con grande attenzione nella resa anatomica, nelle proporzioni e nell'intensità espressiva, acutizzata da un taglio secco e asciutto della muscolatura dell'addome. Il capo reclinato lateralmente e la tensione del corpo esprimono efficacemente i tormenti del martirio subiti. La testa è un capolavoro per la resa nei minimi dettagli, con i peli della barba e i capelli minuziosamente modellati e per la straziante ma composta emotività della sofferenza nel momento vicino alla dipartita terrena. Le guance sono consunte e gli occhi scavati profondamente, la bocca è aperta come a spirare l'ultima esalazione.
Ma il crocifisso padovano evita completamente le notazioni di esasperato realismo del Crocifisso "contadino" scolpito negli anni giovanili, creando una figura atemporale, che rispetta, a differenza del crocifisso fiorentino, i basilari canoni classici della scultura antica.